# Арчидосо
Арчидо̀со (на италиански: Arcidosso) е малко градче и община в централна Италия, провинция Гросето, регион Тоскана. Разположено е на 679 m надморска височина. Населението на общината е 4298 души (към 2013 г.).